# Expedice 4
Expedice 4 byla čtvrtá posádka dlouhodobě obývající Mezinárodní vesmírnou stanici (ISS). Velitelem stanice byl ruský kosmonaut Jurij Onufrijenko, palubními inženýry Daniel Bursch a Carl Walz (oba USA). Posádka měla za úkol pokračovat v práci na experimentech na stanici a zabezpečit setkání s raketoplánem, Sojuzem a nákladními loděmi Progress. Kosmonauti provedli tři plánované výstupy do vesmíru. Po půlroční činnosti předali stanici Expedici 5 a vrátili se na Zem.

## Posádka
- Jurij Onufrijenko (2), velitel ISS – Roskosmos (CPK)
- Daniel Bursch (5), palubní inženýr – NASA
- Carl Walz (4), palubní inženýr – NASA

V závorkách je uveden dosavadní počet letů do vesmíru včetně této mise.

### Záložní posádka
- Gennadij Padalka, velitel ISS – Roskosmos (CPK)
- Stephen Robinson, palubní inženýr – NASA
- Edward Fincke, palubní inženýr – NASA

## Průběh mise

### Start, připojení k ISS
Posádku Expedice 4 dopravil k Mezinárodní vesmírné stanici raketoplán Endeavour při svém letu STS-108. Start se uskutečnil 5. prosince 2001 ve 22:19 UTC z Kennedyho vesmírného střediska na Floridě. K ISS se raketoplán připojil 7. prosince 2001. Během pobytu raketoplánu Endeavour u ISS si bývalá i nová stálá posádka ISS stanici předala a členové Expedice 3 Frank Culbertson, Vladimir Děžurov a Michail Ťurin se vrátili s raketoplánem na Zemi.

### EVA 1
Prvního výstupu do vesmíru 14. ledna 2002 se zúčastnili Jurij Onufrijenko a Carl Walz. Přesunuli ruský manipulátor Strela z jeho provizorního umístění na modulu PMA-1 na ruský modul Pirs. Po montáži antén na televizní přenosy výstup po 6 hodinách a 3 minutách ukončili.

### EVA 2
Druhý výstup proběhl 25. ledna 2002. Jeho účastníci Onufrijenko a Bursch umístili na modul Zvezda radioamatérskou anténu, odebrali vzorky z dříve zde umístěných experimentů a nainstalovali experimenty nové. Výstup tentokrát trval 5 hodin a 59 minut.

### EVA 3
Pro třetí výstup do vesmíru, který se konal 20. února 2002, použili astronauti Bursch a Walz přechodovou komoru v modulu Quest a americké skafandry. Jejich hlavním úkolem bylo připravit komplex na připojení první části hlavního nosníku stanice ITS-S0. Připravili kabeláž, odstranili tepelnou izolaci z nosníku ITS-Z1 a odmontovali adaptéry z PMA-1, na kterých byl dříve provizorně umístěn manipulátor Strela. Výstup trval 5 hodin a 47 minut.
Dne 19. března 2002 byla od stanice odpojena nákladní loď Progress M1-7, která později zanikla v hustých vrstvách atmosféry. Nová nákladní loď Progress M1-8 se pomocí automatické navigace připojila k zadnímu portu modulu Zvezda a dopravila ke stanici 2000 kg nákladu.

### STS-110
10. dubna 2002 se ke stanici připojil raketoplán Atlantis (let STS-110), který měl v nákladovém prostoru první část hlavního příhradového nosníku stanice ITS-S0 o délce 13 metrů a hmotnosti 12 tun. Posádka raketoplánu při čtyřech výstupech do vesmíru nosník připojila k horní části modulu Destiny a zařízení oživila. Na nosníku také zprovoznili mobilní transportér MT, který se bude pohybovat po povrchu. 17. dubna raketoplán stanici opustil.

### Sojuz TM-34
Jako příprava pro připojení nové záchranné lodě Sojuz TM-34 bylo nutno uvolnit dolní port modulu Zarja. Posádka ISS 20. dubna 2002 nastoupila do Sojuzu TM-33 a přeletěla s ním na port modulu Pirs. 27. dubna 2002 ke stanici dorazil nový Sojuz TM-34 s posádkou ve složení Jurij Gidzenko, italský astronaut ESA Roberto Vittori a vesmírný turista Mark Shuttleworth. Kosmonauti přenesli náklad a věnovali se experimentům. 5. května se posádky rozloučily a návštěvnická posádka odletěla se starším Sojuzem TM-33 na Zemi.

### STS-111, ukončení mise
Raketoplán Endeavour (let STS-111) přistál u ISS 7. června 2002. Posádka raketoplánu ve čtyřech výstupech do vesmíru pokračovala v montáži a zapojování stanice. Na palubě Endeavour byla také nová stálá posádka ISS Expedice 5 (Valerij Korzun, Peggy Whitsonová a Sergej Treščov). Dlouhodobé posádky si stanici předali, členové Expedice 4 se stali členy posádky raketoplánu. Raketoplán se od stanice odpojil a Onufrijenko, Bursch a Walz se s ním dostali 19. června 2002 na Zemi.

## Výstupy do vesmíru
|    | Mise  | Kosmonauti                         | Začátek (UTC)        | Konec (UTC)          | Trvání            | Poznámky                                       |
| -- | ----- | ---------------------------------- | -------------------- | -------------------- | ----------------- | ---------------------------------------------- |
| 1. | EVA-1 | Jurij Onufrijenko Carl E. Walz     | 14. ledna 2002 20:59 | 14. ledna 2002 03:02 | 6 hodin, 03 minut | Instalace antény na modul Zvezda.              |
| 2. | EVA-2 | Jurij Onufrijenko Daniel W. Bursch | 25. ledna 2002 15:19 | 25. ledna 2002 2118  | 5 hodin, 59 minut | Instalace druhé radioantény na modul Zvezda.   |
| 3. | EVA-3 | Carl E. Walz Daniel W. Bursch      | 20. února 2002 11:38 | 20. února 2002 17:25 | 5 hodin, 47 minut | Instalace kabelů, utažení příchytek zásobníků. |